# Sigriane
Sigriane (grec antic: Σιγριανή, Sigrianè) fou un districte de Mèdia Atropatene, esmentat per Estrabó, proper a les anomenades Portes Càspies. Ptolemeu l'esmenta com Σιγριανικὴ.